# Пери, Эдмунд Генри, 1-й граф Лимерик
Эдмунд Генри Пери, 1-й граф Лимерик (англ. Edmund Henry Pery, 1st Earl of Limerick; 8 января 1758 — 7 декабря 1844) — ирландский пэр и политик. Он был известен как лорд Глентворт с 1794 по 1800 год и виконт Лимерик с 1800 по 1803 год.

## Происхождение и образование
Родился 8 января 1758 года. Единственный сын Уильяма Сесила Пери, 1-го барона Глентворта (1721—1794), и его первой жены Джейн Уолкотт (? — 1792), дочери Джона Минчина Уолкотта. Он получил образование в Тринити-колледже в Дублине.

## Карьера
Эдмунд Генри Пери заседал в Ирландской палате общин от Лимерика (1786—1794).
4 июля 1794 года после смерти своего отца Эдмунд Пери унаследовал титул 2-го барона Глентворта и занял своё место в Палате лордов Ирландии. Как политик он был активным юнионистом. Он занимал должность хранителя Тайной печати Ирландии в 1795—1797 годах. В 1797 году он был назначен членом Тайного совета Ирландии. Впоследствии Пери занимал должность клерка короны и ханапера Ирландии с 1797 по 1806 год.
29 декабря 1800 года для него был создан титул виконта Лимерика из города Лимерик.
После Акта об унии 1800 года он стал ирландским пэром-представителем, заседая в Палате лордов Великобритании с 1801 по 1844 год. 1 января 1803 года ему был присвоен титул графа Лимерика в системе Пэрства Ирландии в знак признания его активной и настойчивой поддержки Унии.
11 августа 1815 года он был назначен бароном Фоксфордом из Стэкпол-Корта (графство Клэр) в системе Пэрства Соединённого королевства, что дало ему и его потомкам постоянное место в Палате лордов.
Лорд Лимерик скончался 7 декабря 1844 года в Саут-Хилл-Парке, Беркшир. Ему наследовал его внук, Уильям Пери, 2-й граф Лимерик (1812—1866), второй сын Генри Хартстонджа Пери, лорда Глентворта.

## Семья
29 января 1783 года лорд Лимерик женился на Мэри Элис Ормсби (ок. 1763 — 13 июня 1850), дочери Генри Ормбси и его жены Мэри Хартстондж. У супругов было как минимум восемь детей:
- Леди Луиза Пери (? — 6 августа 1852), в 1825 году она вышла замуж за сэра Питера ван Ноттен-Поля, 3-го баронета[1], от брака с которым у неё было трое детей.
- Леди Феодосия Пери (? — декабрь 1839), в 1811 году она вышла замуж за политика-вига и канцлера казначейства Томаса Спринга Райса, лорда Монтигла Брэндонского[англ.], от брака с которым у неё было восемь детей.
- Эдмонд Сесил Пери (ок. 1786 — 10 мая 1793)
- Леди Люси Пери (род. ок. 1788), в 1816 году она вышла замуж за Роуленда Стэндиша[1], от брака с которым у неё двое детей.
- Генри Хартстондж Пери, лорд Глентворт (26 мая 1789 — 7 августа 1834), с 1808 года он был женат на Аннабелле Теннисон Эдвардс (1791—1868), от брака с которой у него было девять детей. Отец Уильяма Перси, 2-го графа Лимерика.
- Леди Фрэнсис Селина Пери (30 июля 1795 — 11 июня 1855), жена с 1819 года сэра Генри Родэма Колдера, 5-го баронета, от брака с которым у неё было двое детей.
- Достопочтенный Эдмунд Секстон Пери (7 февраля 1797 — 31 декабря 1860), в 1825 году женился на достопочтенной Элизабет Шарлотте Кокрейн[1].
- Леди Кэролайн Алисия Диана Пери (ок. 1803 — 11 декабря 1890), в 1832 году она вышла замуж за Джорджа Лейка Рассела (1802—1878)[1], от брака с которым у неё был один сын.